# Montviron
Montviron est une ancienne commune française du département de la Manche et de la région Normandie, devenue le 1er janvier 2016 une commune déléguée au sein de la commune nouvelle de Sartilly-Baie-Bocage.
Elle est peuplée de 343 habitants.

## Géographie
La commune est au nord-ouest de l'Avranchin. Son bourg est à 3,5 km au sud-est de Sartilly, à 8,5 km au sud de La Haye-Pesnel et à 9 km au nord-ouest d'Avranches.
| La Rochelle-Normande (comm. nouv. de Sartilly-Baie-Bocage) | Le Grippon | Le Grippon |
| Sartilly (comm. nouv. de Sartilly-Baie-Bocage)             | Montviron  | Lolif      |
| Champcey (comm. nouv. de Sartilly-Baie-Bocage)             | Bacilly    | Lolif      |

## Toponymie
Le nom de la localité est attesté sous la forme Montviron vers 1140.
Mont- est issu du latin mons, « mont », « montagne ».
L'origine de -viron fait débat : René Lepelley l'attribue à l'ancien français viron, « rond », issu du latin vibrare, « faire tournoyer », formé de mont et de l'adjectif viron « rond », d'où : « le mont rond ». Albert Dauzat et Charles Rostaing lui préfèrent l'antroponyme gaulois Virius.
Le gentilé est Montvironnais.

## Histoire
L'une des premières mentions descriptives de Montviron, sans donner l'origine véritable du nom de la commune, apparaît en 968 dans l'histoire du diocèse de Coutances et Avranches publiée à la fin du XIXe siècle, elle-même étant une compilation d'ouvrages et de documents anciens : l'église Notre-Dame-de-Montviron fut donnée à l'abbaye de la Luzerne au moment de la fondation par les frères Philippe et Henri de Saint-Pierre-Langers, et Richard de Subligny, évêque d'Avranches. Cette paroisse eut une chapelle au manoir de la Colomberie, dont le relevé de 1752 parle ainsi : « Chapelle de la Colorobrie, sous l'invocation de saint Pierre ; revenu deux cents livres. Chapelle en bon état et bien entretenue. M. d. e du Mottet, à laquelle appartient la terre de la Colomberie, fait desservir ladite chapelle ». La cure était estimée à un revenu de cinq cents livres en 1648 ; elle fut portée à six cents en 1698.
Les premiers seigneurs connus, Richard de Montviron et Osbert de Lerre, sont cités dans les rôles de l'Échiquier de Normandie en 1198. À la Révolution, le seigneur de Montviron, Pierre Henri Guy du Bois de Launay, qui fit partie de la « Fournée d'Avranches », échappa à la guillotine avec les trente-et-un autres condamnés, car parti d'Avranches le 7 thermidor an II (25 juillet 1794), arriva à Paris le lendemain de l’exécution de Robespierre.
Montviron, situé sur le « chemin des Ducs » qui allait de Bayeux à Genêts, est à partir du Moyen Âge et jusqu'au XVIIIe siècle un lieu de passage pour les pèlerins en route pour le Mont-Saint-Michel. De nombreux calvaires, dont celui situé au lieu-dit la Furetière (XVIIe siècle) en reste une des meilleures preuves. Malheureusement, ce calvaire a été gravement abîmé lors d'un accident automobile en 2011 mais réparé et remis en place en 2013.
Avec le temps et les transcriptions, on s'aperçoit que quelques lieux-dits ont quelque peu changé : ainsi les Rondelières s'appelaient jusqu'au XVIIIe siècle « L'Érondelière » changeant ainsi du tout au tout la signification de l'appellation. Montviron a été l'objet de fouilles archéologiques à la fin du XIXe siècle puisque des bulletins de la Société archéologique de Normandie mentionnent la découverte de haches en pierre polies datant du Néolithique. Haches dont on a aujourd'hui perdu la trace. Par ailleurs, dans le canton de La Haye-Pesnel, des pointes taillées, elles aussi du Néolithique, ont été trouvées en 2013.
Au XIXe siècle, Montviron a vu une première réalisation d'envergure, la construction d'une station du télégraphe optique Chappe. Cette tour (poste no 3) d'une hauteur de 105 mètres (par rapport au niveau de la mer) abritait un mécanisme de bras articulé de 9,65 mètres. Cet ensemble faisait partie de la ligne Avranches-Cherbourg et a fonctionné entre 1834 et 1853. Cette tour était située à environ cinq kilomètres de la tour relais d'Avranches. Sa localisation semble aujourd'hui difficile, mais il semble qu'elle aurait pu se situer auprès de l'actuelle station de pompage, au lieu-dit la Perrière.
Dans la deuxième partie du XIXe siècle, nouvelle réalisation d'importance avec la construction du tronçon de ligne de chemin de fer Avranches-Folligny (ligne Lison-Lamballe), induisant la construction d'une gare de marchandises et d'une gare voyageurs (desservant la commune voisine de Sartilly). Fin juin 1944, un train militaire allemand, arrêté dans cette gare, fut mitraillé et sévèrement endommagé par des avions de chasse américains. Des douilles ont d'ailleurs été retrouvées aux alentours lors de travaux de construction dans les années 1990. Aujourd'hui, cette gare est désaffectée et a été vendue à un particulier. La halle à marchandises, elle, a été détruite à la fin des années 1990 pour faire place à une déchèterie.
Le 1er janvier 2016, Montviron intègre avec quatre autres communes la commune de Sartilly-Baie-Bocage créée sous le régime juridique des communes nouvelles instauré par la loi no 2010-1563 du 16 décembre 2010 de réforme des collectivités territoriales. Les communes d'Angey, Champcey, Montviron, La Rochelle-Normande et Sartilly deviennent des communes déléguées et Sartilly est le chef-lieu de la commune nouvelle.

## Politique et administration
| Période                                                                              | Période       | Identité                    | Étiquette | Qualité                               |
| ------------------------------------------------------------------------------------ | ------------- | --------------------------- | --------- | ------------------------------------- |
| 1793                                                                                 | 1796          | Henry de la Rüe             |           |                                       |
| …1796                                                                                | 1797          | Julien Gallet               |           |                                       |
| 1797                                                                                 | 1797          | François Turgot             |           |                                       |
| 1798                                                                                 | 1798          | Arondel-Brumanière          |           |                                       |
| 1798                                                                                 | 1799          | François Ballois            |           |                                       |
| 1799                                                                                 | 1800          | Antoine Follain             |           |                                       |
| 1800                                                                                 | 1852          | Arsène Pierre Turgot        |           |                                       |
| 1852                                                                                 | 1872          | Arsène Jean Baptiste Turgot |           |                                       |
| 1872                                                                                 | 1884          | Toussaint Durand            |           |                                       |
| 1884                                                                                 | 1906          | Joseph Ballois              |           |                                       |
| 1906                                                                                 | 1919          | Arsène Yger                 |           |                                       |
| 1919                                                                                 | 1935          | Émile Mancel                |           |                                       |
| 1935                                                                                 | 1945          | Louis Aumont                |           |                                       |
| 1945                                                                                 | 1963          | Albert Lebreton             |           |                                       |
| 1963                                                                                 | 1977          | Fernand Masselin            |           |                                       |
| 1977                                                                                 | 1989          | Joseph Yger                 |           |                                       |
| 1989                                                                                 | mars 2001     | Jean Soudée                 |           |                                       |
| mars 2001                                                                            | novembre 2013 | Serge Robidat               | SE        | Dirigeant d'entreprise                |
| novembre 2013                                                                        | mars 2014     | Édith Lemaître              | SE        | Intérim en tant que première adjointe |
| mars 2014                                                                            | décembre 2015 | Gaëtan Lambert              | SE        | Technicien                            |
| Une partie des données est issue d'une liste établie par Jean Pouëssel et la mairie. |               |                             |           |                                       |

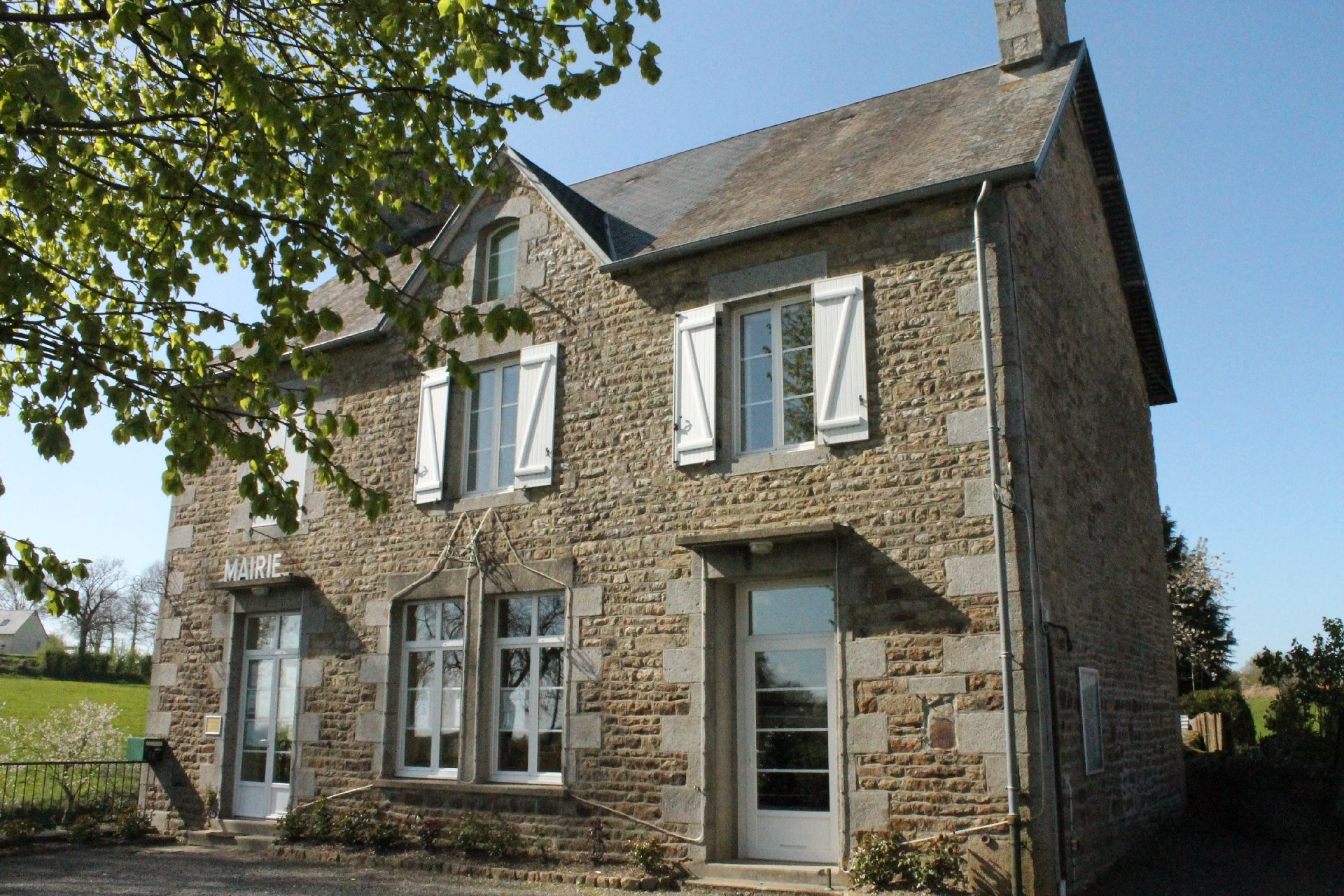
La mairie.

Le conseil municipal était composé de onze membres dont le maire et trois adjoints. Ces conseillers intègrent au complet le conseil municipal de Sartilly-Baie-Bocage le 1er janvier 2016 jusqu'en 2020 et Gaëtan Lambert devient maire délégué.
| Période      | Période  | Identité       | Étiquette | Qualité                                  |
| ------------ | -------- | -------------- | --------- | ---------------------------------------- |
| janvier 2016 | En cours | Gaëtan Lambert | SE        | Technicien Maire de Sartilly-Baie-Bocage |

## Démographie
En 2021, la commune comptait 343 habitants. Depuis 2004, les enquêtes de recensement dans les communes de moins de 10 000 habitants ont lieu tous les cinq ans (en 2004, 2009, 2014, etc. pour Montviron) et les chiffres de population municipale légale des autres années sont des estimations.
Montviron a compté jusqu'à 698 habitants en 1793.
| 1793 | 1800 | 1806 | 1821 | 1831 | 1836 | 1841 | 1846 | 1851 |
| ---- | ---- | ---- | ---- | ---- | ---- | ---- | ---- | ---- |
| 698  | 486  | 571  | 529  | 539  | 532  | 512  | 512  | 516  |

| 1856 | 1861 | 1866 | 1872 | 1876 | 1881 | 1886 | 1891 | 1896 |
| ---- | ---- | ---- | ---- | ---- | ---- | ---- | ---- | ---- |
| 485  | 470  | 448  | 408  | 372  | 365  | 373  | 371  | 332  |

| 1901 | 1906 | 1911 | 1921 | 1926 | 1931 | 1936 | 1946 | 1954 |
| ---- | ---- | ---- | ---- | ---- | ---- | ---- | ---- | ---- |
| 302  | 328  | 343  | 305  | 340  | 341  | 340  | 367  | 340  |

| 1962 | 1968 | 1975 | 1982 | 1990 | 1999 | 2004 | 2009 | 2014 |
| ---- | ---- | ---- | ---- | ---- | ---- | ---- | ---- | ---- |
| 290  | 281  | 239  | 224  | 255  | 265  | 293  | 335  | 350  |

| 2018 | - | - | - | - | - | - | - | - |
| ---- | - | - | - | - | - | - | - | - |
| 340  | - | - | - | - | - | - | - | - |

## Lieux et monuments

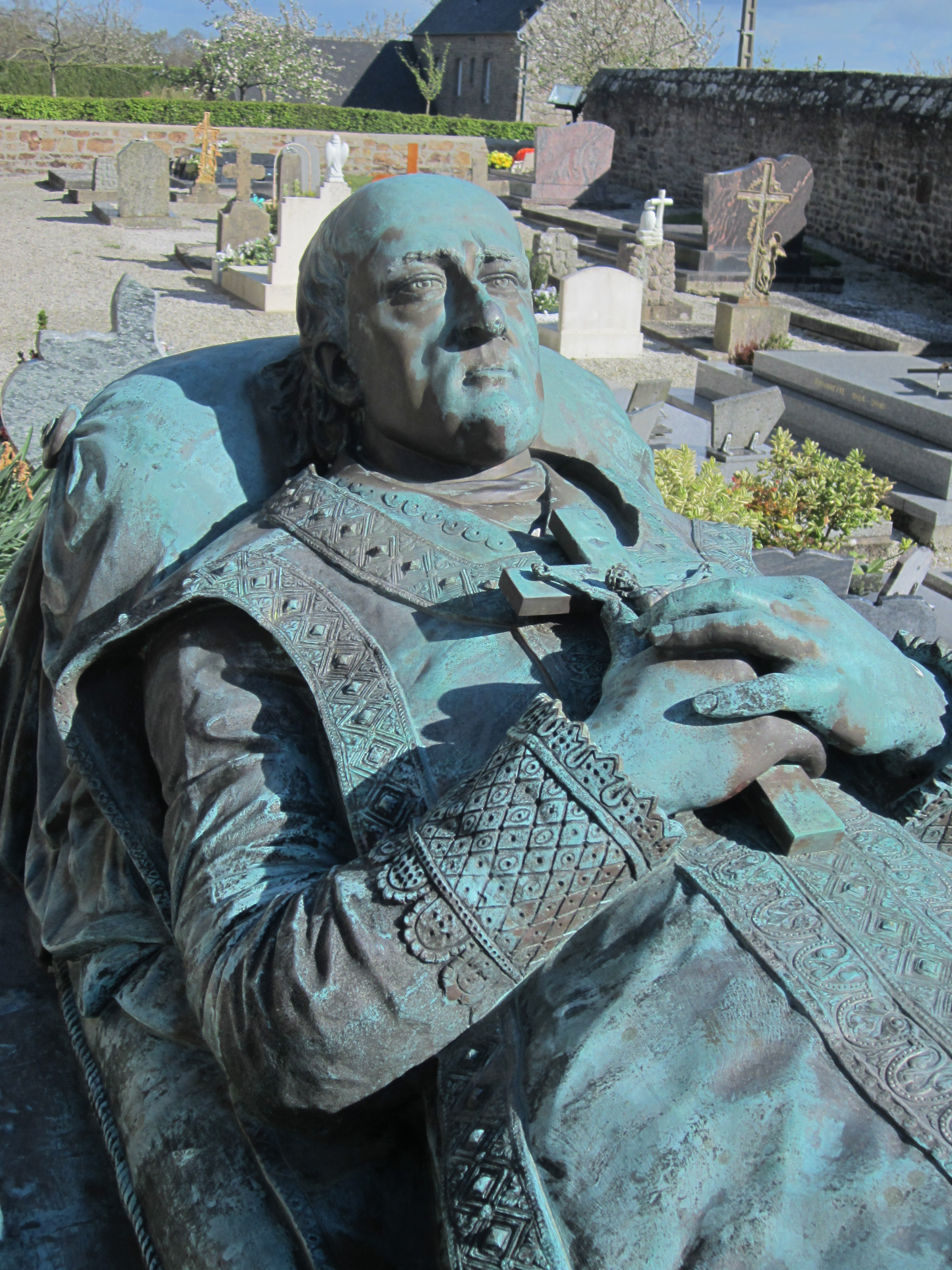
Le gisant de l'abbé Louis Lebrec.

- Église Notre-Dame (XIIIe, XVIe – XVIIIe siècles). Elle abrite huit œuvres classées en 1939 et 1956, au titre objet aux monuments historiques (stalles de chœur (XVIIe), chaire à prêcher (XVIIe), maitre-autel et son retable de la présentation au temple (XVIIe), christ en croix (XVIIe), statue saint Jacques (XVe), Vierge à l'Enfant (XVIIIe), les statues de saint Mathurin, sainte Catherine d'Alexandrie (XVIe))[20]. Le clocher comporte deux balcons, bâtis par ordonnance de Louis XIV, afin d'y poster deux garde-côtes pour surveiller la baie. L'église dépend de la paroisse Saint-Auguste-Chapdeleine du doyenné du Pays de Granville-Villedieu[21].
- Manoir de la Croix. Il tire son nom à la présence de la croix dite du Gros Chêne.
- Manoir de la Coulomberie (XVIIIe siècle) et sa chapelle.
- Manoir de Misouard (XVIIIe siècle), ancienne propriété des Poilvillain.
- Manoir de la Broderie (XVIIIe siècle).
- Gare de Montviron.
- Croix de chemin dite de la Furetière (XVIIe siècle) et croix de cimetière (XVIIe siècle).

## Activité et manifestations
- Fête communale le 15 août : vide-greniers, jeux, restauration, concours hippique[22].